# Heliconius longarenus
Heliconius longarenus is een vlinder uit de familie Nymphalidae. De wetenschappelijke naam van de soort is voor het eerst geldig gepubliceerd in 1875 door William Chapman Hewitson.